# Provincia di Kayseri
La provincia di Kayseri è una delle province della Turchia.
Dal 2012 il suo territorio coincide con quello del comune metropolitano di Kayseri (Kayseri Büyükşehir Belediyesi).

## Distretti

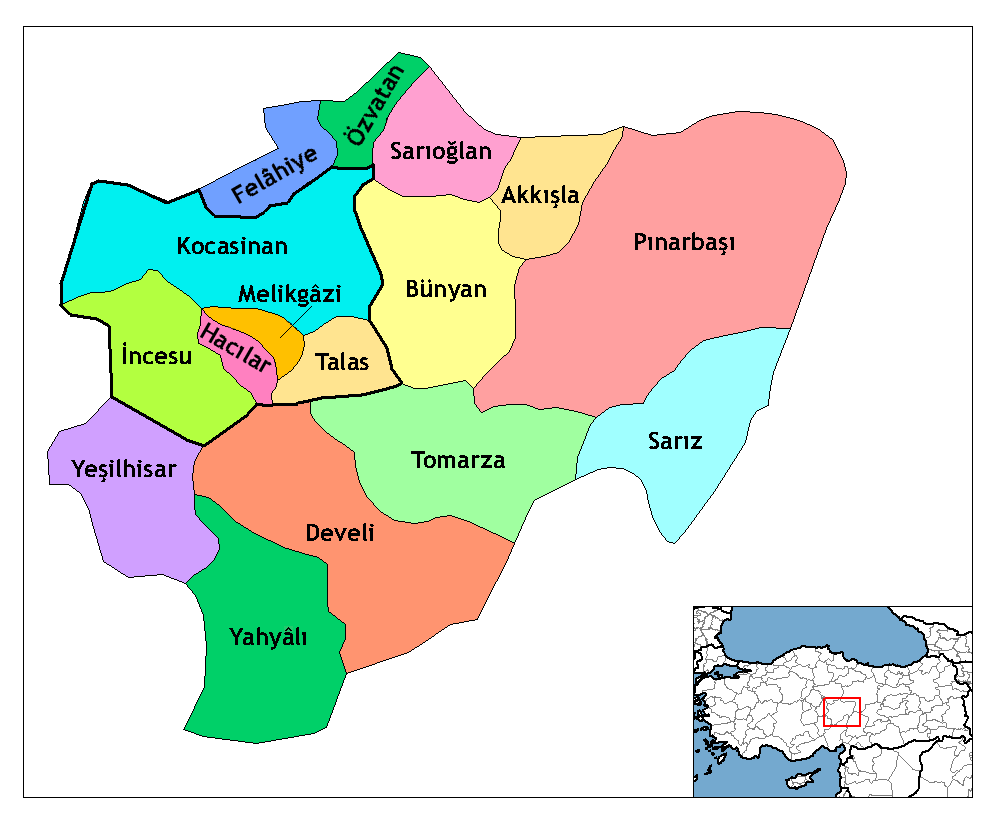
Distretti della provincia di Kayseri

La provincia è divisa in 16 distretti:
| - Akkışla - Bünyan - Develi - Felahiye - Hacılar - İncesu - Kocasinan - Melikgazi | - Özvatan - Pınarbaşı - Sarıoğlan - Sarız - Talas - Tomarza - Yahyalı - Yeşilhisar |

Fino al 2012 il comune metropolitano di Kayseri era costituito dalle sole aree urbane dei distretti di Hacılar, İncesu, Kocasinan, Melikgazi e Talas.